# SN 2007ls
SN 2007ls – supernowa typu Ia odkryta 6 października 2007 roku w galaktyce A202828+0000. W momencie odkrycia miała maksymalną jasność 21,70m.